# اکهارد پیتش
اکهارد پیتش (آلمانی: Eckehard Pietzsch؛ زادهٔ ۱۴ اکتبر ۱۹۳۹) بازیکن والیبال اهل آلمان شرقی بود.